# Suberites virgultosus
Suberites virgultosus är en svampdjursart som först beskrevs av Johnston 1842.  I den svenska databasen Dyntaxa används istället namnet Suberites luetkeni. Suberites virgultosus ingår i släktet Suberites och familjen Suberitidae. Arten är reproducerande i Sverige. Inga underarter finns listade i Catalogue of Life.